# Cheikh El Mouhoub
Cheikh El Mouhoub Ulahbib est un lettré kabyle de la tribu des Aït Ourtilane, né en 1822, et mort à une date incertaine. Il est connu pour avoir constitué une bibliothèque, possédant une riche collection de manuscrits aux thèmes pluridisciplinaires allant de l'astronomie aux études islamiques.

## Biographie et œuvre
La famille Ulahbib habite le petit village familial de Tala Uzrar (« la source aux galets »), situé à une vingtaine de kilomètres près de la ville d’Aït Ourtilane. Le célèbre savant Al-Wartilani écrit dans son récit de voyage que la famille Ulahbib compte plusieurs oulémas, parmi eux Yahia, Saïd et Aïssa. EL Mouhoub Ulahbib passera sept années d'études à la zawiya de Cheikh Aheddad à Seddouk. Il étudia aussi l'astronomie, les sciences, les sciences humaines (notamment le droit coutumier) et la littérature orale berbère. En tout dans sa collection 570 documents ont été répertoriés de nos jours, ils étaient probablement plus de 1 000 au XIXe siècle, mais une partie a été détruite lors de la guerre d'Algérie en 1957 par l'armée française. Certains de ces documents provenaient même d'Extrême-Orient et du IXe siècle.

## Disciplines de la bibliothèque
- Histoire et bio-bibliographie
- Science du calcul
- Algèbre et géométrie
- Science des héritages
- Astronomie
- Astrologie et sciences occultes : divination, jadawil (carrées magiques), géomancie, rhabdomancie (al qur ‘)
- Transactions
- Médecine et science de la nature
- Disciplines linguistiques
- Littérature et poésie
- Philosophie
- Tacwf (mysticisme)
- Mantiq (Logique)
- Hadith (Tradition du prophète Mahomet)
- Études islamiques : Fiqh (jurisprudence, droit), Tefsir (commentaire du Coran), Kalam, Aqida et Usul
- Divers (ouvrages à caractère pratique)
- Correspondances
- Actes (notariés, réconciliation)
- Actes de reconnaissances
- Copies du Coran
- Khut'b (prêches)
- Documents imprimés : bulletins de vote, ouvrages divers